# 红点藻属
红点藻属（学名：Rhodochytrium）是绿点藻科下的一个属。红点藻属寄主是锦葵科的玫瑰茄，侵害后引起叶瘤与矮化症状。

## 下属物种
本属包括以下物种：
- Rhodochytrium spilanthidis Lagerheim, 1893